# Cmentarze żydowskie w Szczecinie

## Cmentarz żydowski (ul. Ojca Beyzyma, Gorkiego, Soplicy)
Cmentarz żydowski w Szczecinie został założony w 1821 roku. Początkowo jego powierzchnia wynosiła 173 m². Później był kilkakrotnie powiększany (m.in. w latach: 1877, 1891, 1917), obejmując teren wzdłuż obecnych ulic: Soplicy i Ojca Beyzyma. W 1899 roku wybudowano dom przedpogrzebowy. Pod koniec lat dwudziestych XX w. w związku z budową nowych domów mieszkalnych zlikwidowano znajdujące się nieopodal cmentarza ogrodnictwo. W 1938 r., w czasie Nocy kryształowej hitlerowcy spalili dom przedpogrzebowy oraz sprofanowali teren cmentarza. Podczas II wojny światowej cmentarz nie ucierpiał.
Od maja 1946 odbywały się tu pochówki organizowane przez polską gminę żydowską. W 1962 cmentarz został zamknięty, zaś w 1982 r. zlikwidowano nagrobki oraz dokonano ekshumacji prochów przenosząc je na wydzieloną kwaterę Cmentarza Centralnego. W 1988 r. na terenie dawnego cmentarza (obecnie parku) wzniesiono monument według projektu Zbigniewa Abrahamowicza, dokumentujący przeszłość tego miejsca.

## Cmentarz żydowski (ul. Ku Słońcu)
W 1962 roku na Cmentarzu Centralnym utworzono kwaterę żydowską (Kwatera nr 62). Na powierzchni 0,25 hektara znajduje się około 150 nagrobków.